# Peaches (chanteuse)
 (avril 2022).
Si vous disposez d'ouvrages ou d'articles de référence ou si vous connaissez des sites web de qualité traitant du thème abordé ici, merci de compléter l'article en donnant les références utiles à sa vérifiabilité et en les liant à la section « Notes et références ».
Pour les articles homonymes, voir Peaches.
Merrill Beth Nisker, dite Peaches /piːt͡ʃɪz/, est une chanteuse de rock née en 1966 à Toronto (Canada).

## Biographie
Elle a commencé comme professeur de musique et de théâtre pour les enfants. La nuit, elle vivait dans sa voiture tandis qu'elle faisait la tournée des salles de concert de Toronto pour y jouer du rock.
Elle débute dans un groupe de folk, Mermaid Café, du nom d'une chanson de Joni Mitchell. Elle rencontre MC « Chilly » Gonzales, Canadian Mocky et Sticky. Tous les quatre, ils forment un groupe : The Shit. Gonzales part à Berlin, et quand Peaches l'y rejoint, elle fait une prestation improvisée sur scène et se fait remarquer par un représentant du label Kitty-Yo.
Son premier album d'electroclash, mêlant sons électroniques cheap et instruments simplistes, The Teaches of Peaches, la propulse sur la scène internationale. Ceux qui ont vu Björk à Bercy en juin 2003 se souviendront de la première partie tenue par Peaches, bête de scène, seule face à 11 000 personnes, enchaînant les roulades et les pas de danse en minishort rose fluo, santiags aux pieds, ponctués de poses provocantes.
Sofia Coppola reprend une des chansons de cet album (Fuck the Pain Away) dans son film Lost in Translation. Le même titre apparaît dans l'épisode 3 de la saison 1 de The Handmaid's Tale, lorsque June et Moira font leur jogging.
Devenue icône branchée, elle sort deux albums supplémentaires Fatherfucker en 2003 et Impeach My Bush en juillet 2006.
En 2007, elle est l'une des premières artistes à participer au Hard Fest à Los Angeles. 
En 2012, elle écrit, réalise, et joue dans le film Peaches Does Herself, un opéra électro-rock qui s'inspire de l'histoire de sa vie.

## Thématiques

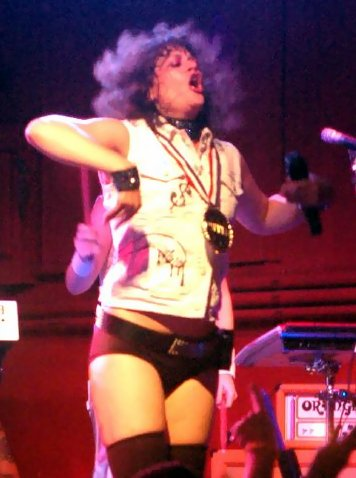
Peaches, vêtue façon glam metal, lors d'un concert en 2006.

La musique est minimaliste et efficace, les textes exclusivement centrés sur le sexe dans le but de questionner les genres et de remettre au goût du jour l'égalité des sexes. Les genres musicaux sont d'inspiration variée : hip-hop, rock, électro. La provocation est omniprésente, du choix des graphismes jusque dans ses interviews où elle répond aux questions sérieuses par la dérision et des blagues salaces.
L'identité sexuelle est un thème récurrent dans la musique de Peaches. Ses textes et son interprétation scénique s'emploient à brouiller les différences entre hommes et femmes, et elle apparaît sur la couverture de l'album Fatherfucker avec une barbe.
Elle se revendique comme un être sexuel, rejetant le cliché de chanteuse populaire « propre ».

## Discographie

### Singles/EP
- Lovertits (2000)
- Set It Off (2001)
- Rock Show (2001)
- Kick It (avec Iggy Pop) (2003)
- Operate (2003)
- Shake Yer Dix (2003)
- Downtown (2006)
- Boys wanna be her (2006)
- Technologic (peaches no logic remix) (avec Daft Punk) (2006)
- Kiss Kiss Kiss (avec Yoko Ono) (2007)
- Talk to Me (2009)
- Lose You (2009)
- I Feel Cream (2009)
- Jonny (2010)
- My Girls (avec Christina Aguilera) (2010)
- Unzip Me (avec Cazwell) (2011)
- Burst! (2012)
- Light in Places (avec Empress Stah) (2015)
- Bodyline (avec Nick Zinner) (2015)
- Close Up (avec Kim Gordon) (2015)
- Dick in the Air (2015)

### Compilations
- Chochotte (2008) compilation digitale électro queer française comprenant le featuring de Peaches dans le titre Fine as fuck de Scream Club (remix inédit par Commonwealth)

### Participations
- Electronica 2: The Heart of Noise (2016) avec Jean Michel Jarre

- Try this oh My god (2003) avec P!nk

- Sur Yes, I'm a Witch, titre Kiss Kiss Kiss (2007) avec Yoko Ono

## Filmographie
- 2025 : Peaches Goes Bananas, documentaire de Marie Losier